# Perdidos no Espaço (filme)
Lost in Space (bra/prt: Perdidos no Espaço) é um filme estadunidense de 1998, dos gêneros ficção científica e aventura, dirigido por Stephen Hopkins, com roteiro baseado na famosa série de televisão dos anos 60, Lost in Space.

## Sinopse
No ano de 2058, a Terra sofre com os efeitos irreversíveis da poluição. A Força Espacial Global (The United Global Space Force) é o governo do planeta. Ela encarrega o professor John Robinson de liderar a Missão Júpiter 2, que consiste em levá-lo juntamente com a família para o planeta Alpha Prime, que orbita a estrela Alfa Centauri. A família Robinson será a primeira dos colonizadores e construirão um hiperportal em órbita do planeta, para receber as futuras naves.
O Júpiter 2 está preparado com um equipamento (hiperdireção) para viagens à velocidade da luz, que permitirá que as naves evacuem a Terra e levem os colonizadores ao novo planeta.
Mas o projeto é alvo de uma força terrorista, que matou o piloto original da Júpiter 2. O Major West é convocado para pilotar a nave, a contragosto. Um dos terroristas, o Dr. Zachary Smith, é contratado para sabotar a nave. Ele programa o robô para destruí-la, mas fica preso e acaba seguindo junto com a família, para o espaço. A sabotagem faz com que a Júpiter 2 mergulhe descontroladamente para o Sol, mas o Professor Robinson e o Major West conseguem usar a hiperdireção para escapar. Só que seu paradeiro é um ponto desconhecido do universo.

## Elenco
| Nome               | Personagem             |
| ------------------ | ---------------------- |
| Gary Oldman        | Dr. Zachary Smith      |
| William Hurt       | Prof. John Robinson    |
| Matt LeBlanc       | Major Don West         |
| Mimi Rogers        | Dra. Maureen Robinson  |
| Heather Graham     | Dra. Judy Robinson     |
| Lacey Chabert      | Penny Robinson         |
| Jack Johnson       | Will Robinson          |
| Jared Harris       | Will Robinson velho    |
| Mark Goddard       | General                |
| Lennie James       | Jeb Walker             |
| Marta Kristen      | Repórter #1            |
| June Lockhart      | Diretora Cartwright    |
| Edward Fox         | Empresário             |
| Adam Sims          | Técnico de laboratório |
| Angela Cartwright  | Repórter #2            |
| John Sharian       | Noah Freeman           |
| Abigail Canton     | Annie Tech             |
| Richard Saperstein | Piloto rebelde         |
| Dick Tufeld        | Voz do robô            |
| Gary A. Hecker     | Voz de Blarp           |
| William Todd Jones | Aranha Smith           |

### Participações especiais
Os antigos artistas da série de televisão foram convidados para participações especiais:
- June Lockhart, a Maureen Robinson original, é a professora de Will e aparece em um holograma.[3]
- Mark Goddard, o antigo Major West, é o oficial comandante do novo Major West.
- Angela Cartwright e Marta Kristen, as primeiras Penny Robinson e Judy Robinson, agora são repórteres.
- Dick Tufeld voltou a interpretar a voz do robô.[3]

## Premiações
- Indicado

Academy of Science Fiction, Fantasy & Horror Films
Categoria Melhor Figurino Vin Burnham, Robert Bell e Gilly Hebden[carece de fontes?]
Categoria Melhor Make-Up Peter Robb-King[carece de fontes?]
Categoria Melhor Atuação de Ator Jóvem Jack Johnson[carece de fontes?]
Categoria Melhor Filme de Ficção Científica[carece de fontes?]
Categoria Melhor Efeito Especial Angus Bickerton[carece de fontes?]
Categoria Melhor Ator Coadjuvante Gary Oldman[carece de fontes?]
Motion Picture Sound Editors
Categoria Melhor Edição de Som[carece de fontes?]
Framboesa de Ouro
Categoria Pior Remake ou Sequência[carece de fontes?]
Young Artist Awards
Categoria Melhor Filme Familiar - Drama[carece de fontes?]
Categoria Melhor Ator Coadjuvante Jovem Jack Johnson[carece de fontes?]
Categoria Melhor Atriz Coadjuvante Jovem Lacey Chabert[carece de fontes?]
- Ganhou

ASCAP Film and Television Music Awards
Categoria Top Box Office Filmes Bruce Broughton[carece de fontes?]